# Ratpenat frugívor de collar
El ratpenat frugívor de collar (Myonycteris torquata) és una espècie de ratpenat de la família dels pteropòdids. Viu a la sabana i els boscos de l'Àfrica subsahariana (Angola, el Camerun, el Gabon, la Guinea Equatorial, la República Centreafricana, la República del Congo, la República Democràtica del Congo, Ruanda, el Sudan del Sud i Uganda).
Aquesta espècie de ratpenat és, juntament amb altres dues, sospitosa d'actuar com a reservori del virus d'Ebola.